# Manfred Welzel
Manfred Welzel (* 18. Oktober 1926 in Berlin; † 29. Januar 2018 in Stuttgart) war ein deutscher Bildhauer der klassischen europäischen Bildhauer-Tradition hellenistischer Prägung. Zu seinem Werk gehören Plastiken, Reliefs sowie Skulpturen aus Bronze, Stein und Marmor. Seine bevorzugte Kunstrichtung waren Realismus und Surrealismus.

## Biografisches
Manfred Welzel wurde in Berlin geboren. Bereits als Schüler fiel sein bildnerisches Talent auf. Nach seiner Schulzeit, die bis 1941 dauerte, begann er eine Bildhauerausbildung bei Arno Breker und wurde sein jüngster Meisterschüler. Breker empfahl ihn auch seinem Künstlerfreund Professor Wilhelm Tank, bei dem er in der Kunstakademie Meisterkurse in Zeichnen absolvierte.
1943 wurde Welzel  zum Arbeitsdienst und anschließend zum Militär einberufen. 1944 geriet er in der Normandie in amerikanische Kriegsgefangenschaft. In dieser Zeit zeichnete Welzel vor allem Porträts. 1947 kehrte er nach Berlin zurück und begann ein Bildhauerstudium an der Akademie der Künste bei Alexander Gonda, das er 1952 erfolgreich abschloss.

## Studienreisen
Es folgten Studienreisen nach Italien, Griechenland und Kreta. 1954 erhielt Welzel den Georg-Kolbe-Preis der Stadt Berlin. Im gleichen Jahr übersiedelte er nach Stuttgart. Dort besuchte er das Lehrerseminar der Freien Waldorfschulen. Von 1955 bis 1969 war er als Lehrer für Plastizieren, Schnitzen und Zeichnen an der Waldorfschule Stuttgart tätig. Seit 1969 arbeitete Manfred Welzel als freischaffender Bildhauer. Seither sind seine Arbeiten in vielen nationalen und internationalen Ausstellungen zu sehen gewesen. Daneben wirkte der Künstler als Dozent in Seminaren an verschiedenen Bildungseinrichtungen. Manfred Welzel war  verheiratet und lebte mit seiner Frau Annemarie Welzel in Stuttgart.

## Werk und Rezeption
Manfred Welzels Schaffen beruht auf zwei polaren Ebenen: Die gegenständlichen Formen in seinen Menschen- und Tierskulpturen und die nichtgegenständlichen Plastiken. Beide Pole hängen jedoch miteinander zusammen und ergänzen sich. Denn die in seiner späteren Schaffensperiode entstandenen freien Formen werden schon in seinem frühen gegenständlichen Werk sichtbar. Eine Figur kann zum Beispiel in seiner Gegenständlichkeit keimhaft eine abstrakte Form offenbar werden lassen, während eine pflanzenhaft angelegte Form ihre Krönung in der menschlichen Gestalt findet.
Diese Polarität findet sich auch in Welzels Wahl des Materials und damit ebenso in seiner Arbeitsweise.  Stein, Holz und Bronze sind seine Gestaltungsmittel. Einerseits baut er aus den formlosen Materialien wie Bronze und Ton seine Arbeiten als Plastiker auf,  andererseits meißelt er als Bildhauer aus dem kompakten Block des Holzes oder des Steins die Formen heraus. In diesem Sinne verstand Manfred Welzel seine Arbeit als eine lebenslange Auseinandersetzung mit den einzelnen Materialien, die für ihn Ausgangspunkt für seine individuelle Formensprache sind.

## Ausstellungen (Auswahl)
- 1954 Berlin
- 1962 Tübingen
- 1978 Köln
- 1980 Laaren/NL
- 2012 Karlsruhe
- 2016 Gammertingen-Mariaberg